# Heikki Kiviaho
Heikki Johannes Kiviaho, född 10 december 1966 i Kinnula, Finland, och uppvuxen i Eskilstuna, är en sverigefinsk musiker och producent. Kiviaho har spelat med i flera band, bland andra Ingo & Floyd, Joakim Thåström, Whale med Henrik Schyffert och Cia Berg, Lisa Miskovsky och Sator. Kiviaho har även producerat för Kent, Fatboy, LeMans och Strip Music med flera.
Han har turnerat i Europa, USA och Sverige ett antal gånger. Han är bror till Hannu Kiviaho.